# Iglesia de San Francisco (Jönköping)
La Iglesia de San Francisco o bien más formalmente parroquia católica de San Francisco Javier (en sueco: Sankt Franciskus katolska församling o bien Jönköpings katolska kyrka) es el nombre que recibe un edificio religioso que está afiliado a la Iglesia católica y se ubica en Jönköping en el municipio y condado del mismo nombre de la provincia de Småland en sur del país europeo de Suecia. Esta bajo la jurisdicción de la diócesis católica de Estocolmo y se abrió el 30 de noviembre de 1974. Su santo patrono es San Francisco Javier un religioso español. 